# Симончелли, Давиде
Давиде Симончелли (итал. Davide Simoncelli, род. 30 января 1979 года, Роверето) — итальянский горнолыжник, участник двух Олимпийских игр, победитель этапов Кубка мира. Специализируется в гигантском слаломе. 
В Кубке мира Симончелли дебютировал в 1999 году, в декабре 2003 года одержал первую победу на этапе Кубка мира. Всего на сегодняшний день имеет 2 победы на этапах Кубка мира, обе в гигантском слаломе. Лучшим достижением в общем зачёте Кубка мира является для Симончелли 22-е место в сезоне 2009/10.
На Олимпиаде-2006 в Турине стартовал в гигантском слаломе, но сошёл с дистанции.
На Олимпиаде-2010 в Ванкувере занял 19-е место в гигантском слаломе.
За свою карьеру участвовал в пяти чемпионатах мира, лучший результат 11-е место в гигантском слаломе на чемпионате мира 2009 года.